# NGC 1512
NGC 1512 is een balkspiraalstelsel die zich bevindt in het sterrenbeeld Slingeruurwerk. NGC 1512 ligt op ongeveer 30 miljoen lichtjaar afstand van de Aarde en meet 70.000 lichtjaar in diameter.
NGC 1512 werd in het jaar 1826 ontdekt door de Schotse astronoom James Dunlop.